# Stepfather Fred
Stepfather Fred ist eine Heavy-Alternative-Rock-Band aus Süddeutschland.

## Geschichte
Die Schulfreunde Armin Wiedemann (Bass), Simon Schweiger (Gitarre), Daniel Rolf (Gitarre) und Christopher Wilhelm (Schlagzeug) trafen sich schon seit 2005 zu Jam-Sessions mit verschiedenen Musikern. 2007 war mit Sebastian Schuster (Gesang) ein Sänger gefunden, der die Band endlich vervollständigte. 2007 wurde die Band unter dem Namen Stepfather Fred offiziell gegründet. Die Gruppe spielte zunächst lokale Konzerte und veröffentlichte ihre erste EP unter dem Namen „Stepfather Fred“. Kurz danach verließ Daniel Rolf die Band. 2008 veröffentlichten Stepfather Fred ihre erste eigene CD „Stepfather Fred II“.
2010 gewannen Stepfather Fred bei einem Bandcontest der Schwäbischen Zeitung einen Slot auf dem Southside Festival. Durch diesen Erfolg beflügelt, entschloss sich die Band, einen professionelleren Weg einzuschlagen. Kurz darauf werden sie im ByOn, dem Bayerischen Rock/Pop Förderprojekt, aufgenommen, was es ihnen ermöglicht, mit Emil Bulls, Pro Pain, Biohazard, Hämatom und anderen im Vorprogramm auf Tour zu gehen. Bei Events des „ByOn“ lernte die Band auch ihren zukünftigen Produzenten Ralph Quick (H-Blockx, Die Happy, Subway to Sally) kennen.
2011 veröffentlichen Stepfather Fred das Album „Raise Our Flag“, auf dem nun insgesamt 10 Titel zu finden sind, unter anderem die erste Videoauskopplung Bavarian Balls. Das Album wurde im Studio von Gitarrist Simon Schweiger aufgenommen. Nach dem Austritt von Armin Wiedemann ist für kurze Zeit Andreas Schuster neuer Bassist für Stepfather Fred. Nach einem halben Jahr kommt mit Matthias Gaßner endlich wieder Konstanz in die Rhythmusfraktion.
2013 beginnen die Arbeiten für ein neues Album, welches 2014 unter dem Namen „Hello Larry Brown?“ erscheint, auf dem sich auch die Videoauskopplung Caroline wiederfindet. Dies ist das erste Album der Band, welches komplett in Zusammenarbeit mit Ralph Quick in den Rock City Studios in Solingen produziert und aufgenommen wurde.
Im Jahr 2015 veröffentlicht die Band ein Unplugged Album „Unplugged and Handmade“, (aufgenommen im Studio von Simon Schweiger) und ist Hauptsupport der kompletten J.B.O. Tour. 2016 verlässt Schlagzeuger Christopher Willhelm die Band, und Julius Dollinger wird neuer Schlagzeuger. Mit ihm zusammen geht die Band im Frühjahr 2016 auf Europatour im Vorprogramm von „The Skull“ (ex-Trouble/ ex-Pentagram). Zudem veröffentlicht die Band ihr Album „Dummies, Dolls & Masters“ über das Label „El Puerto Records“, welches durchweg gute Rezensionen von der Presse bekam.
Stepfather Fred konnte ihre Livepräsenz im Jahr 2016 auf insgesamt 56 Konzerte in Deutschland, Österreich, Luxemburg, Ungarn, Polen und den Niederlanden ausbauen. Unter anderem tritt die Band auf den Festivals Summer Breeze und With Full Force auf.
Im Sommer 2018 schaffte es die Band in der Schweiz in die Schlagzeilen einiger Zeitungen, nachdem sie mit einer auf einen Anhänger gebauten Bühne durch alle Security-Schleusen einfach auf das St. Gallen Open Air fuhren und dort mitten auf dem Festivalgelände zwei Songs zum Besten gaben. Die Aktion wurde kontrovers diskutiert und sorgte für einige Aufmerksamkeit in der Schweiz.
Im April 2019 war Stepfather Fred für zwei Wochen in Russland auf Tour.

## Diskografie

### EPs
- Stepfather Fred (2007)
- Unplugged and Handmade (2015)
- Schleierfall-Session (2023)

### Studioalben
- Stepfather Fred II (2008)
- Raise our Flag (2012)
- Hello Larry Brown? (2014)
- Dummies, Dolls & Masters (El Puerto Records, 2016)
- Enhancer (2018)
- Like the Sea - Constantly Moving, Constantly Drowning (2021)
- Rubicon (2024)